# فيرنر أنطون
فيرنر أنطون (بالألمانية: Werner Anton)‏ هو عسكري ألماني، ولد في 3 أبريل 1895 في درسدن في ألمانيا، وتوفي في 12 سبتمبر 1948 في فولفسبورغ في ألمانيا.